# Aquilegia maruyamana
Aquilegia maruyamana är en ranunkelväxtart som beskrevs av Kitamura. Aquilegia maruyamana ingår i släktet aklejor, och familjen ranunkelväxter. Inga underarter finns listade i Catalogue of Life.